# Amír Chosrau Dihlaví
Amír Chusrau Jamín-ud-dín Abul Hasan, urdsky ابوالحسن یمین‌الدین خسرو‎, hindsky अमीर ख़ुसरो, známý jako Amír Chosrau Dihlaví (1253, Patijálí - říjen 1325, Dillí) byl indický súfistický básník, mystik a učenec. Byl synem tureckého úředníka a indické matky, žákem mystika Nizámuddína Auliji. Básně psal převážně v perštině, ale několik jich vytvořil i v hindustánštině. Je mu připisováno založení sufistického hudebně-poetického žánru qawwali, stejně tak to byl zřejmě on, kdo do indické kultury vnesl žánr zvaný ghazela. Psal hojně i kasídy. Působil na dvoře sedmi sultánů během sultanátu v Dillí, většinu básní dedikoval sultánu Alánddín Muhammedšáh Childžímu (1296-1316). K jeho vrcholným dílům patří sbírka Šehāb-al-dīn Maḥmera Badāʾūnī. Psal i romantické eposy (Širín u Chusrau, Madžnún va Lailá), básně mystické: Matla-ul-anvár (Východ hvězd), Áinei Iskandarí (Zrcadlo Alexandrovo) i lyriku: Tuhfat us-sigar (Dar mládí), Vasat-ul-haját (Střed života), Gurrat ul-Kamál (Lesk dokonalosti), Bakijjei nakijje (Čisté zbytky). Novinkou v perské literatuře je Amírovo literární zpracování osudu současníků, nejlepší prací tohoto druhu je příběh lásky syna sultána Childžia Chizrchána s gudžerátskou princeznou Duvalrání (Kissei Chizrchán u Duvalráni). Amíra lze označit i za předchůdce politické epiky, například jeho kniha Miftáh-ul-futúh (Klíč vítězství) je poetickým líčením schůzky dilijského sultána s jeho otcem, bengálským panovníkem. Někdy je mu připisováno autorství slovníku Ḳhāliq Bārī, v němž je vysvětlován význam perských, arabských a hindustánských slov. Amír je někdy přezdíván "indický papoušek".

## Překlady do češtiny
- Marie Majerová - Hátifí, Nizámí, Chosru Dehlevi (=Amír Chosrau Dihlaví): Příběh Behráma Gura a Růžového líčka : perské pohádky. Dle francouzského překladu A. Locoina de Villemorin a Dra. Mirza Chatil-Chana, Ilustrace: Josef Rejsek, grafická úprava: Miloš Klicman, KDA, sv. 121. Praha: Kamilla Neumannová, 1915